# 張文舜
張文舜（1936年4月30日—），也譯作張文順，工程師，越南共和國官員，曾任越南共和國通訊和運輸部長。

## 生平
1936年4月30日，張文舜出生於越南薄寮。:785
1957年，張文舜畢業於法國國立巴黎高等礦業學校。:785
1960年至1966年，張文舜擔任農山煤礦公司開發主任。:7851961年至1966年，張文舜任教於順化科學學院。:785
1966年至1967年，張文舜出任阮高祺內閣通訊和運輸部長。:785
1967年，張文舜擔任越南航空公司總管主席。:785同年，出任越南商業港口總管。:7851967年至1970年，擔任農山煤礦公司總幹事兼安和－農山工業綜合體管理。:7851970年後擔任越南國家銀行管理。:785後出任越南勞工聯合會（法語：La Confederation Vietnamienne du Travail）。:785

## 其他活動
張文舜曾擔任越南工農黨副總書記，還曾擔任過越南工程師與技師協會主席和西貢扶輪社祕書長。:785

## 個人生活
張文舜是佛教徒。:785

## 榮譽
- 一等經濟佩星[4]:785
- 一等勞動佩星[4]:785
- 一等公共工程與交通運輸佩星[4]:785